# Godzilla: Ostatnia wojna
Godzilla: Ostatnia wojna (jap. ゴジラ ファイナル ウォーズ Gojira: Fainaru wōzu) – japońsko-amerykańsko-australijsko-chiński film typu kaijū z 2004 roku w reżyserii Ryūhei Kitamury. Dwudziesty ósmy film z Godzillą.
Premiera filmu zbiegał się z 50. urodzinami Godzilli, w związku z czym w filmie pojawiają się różni aktorzy i kaijū występujący z poprzednich filmów z Godzillą. Film ma największy budżet ze wszystkich japońskich filmów z Godzillą. Wyniósł on dwa miliardy jenów, czyli około 19,5 miliona dolarów amerykańskich.

## Opis fabuły
Po licznych wojnach i skażeniu środowiska na świecie zbudziły się gigantyczne potwory. Aby zwalczyć zagrożenie, utworzono Siły Obrony Ziemi (oryg. Earth Defense Force). Równocześnie wśród ludzi pojawiły się mutanty o wielkiej wytrzymałości fizycznej. Siły Obrony Ziemi uczyniły z nich oddział specjalny o nazwie Organizacja M (oryg. M Organization). Największym wrogiem ludzi był Godzilla, który pojawił się po raz w 1954 roku. Na Biegunie Południowym Godzilla podczas walki ze statkiem Gotengo zostaje uwięziony w lodowcu.
W XXI wieku na dnie oceanu wybrzeży Normandii załoga statku Gotengo pod wodzą kapitana Gordona walczy z potworem Mandą. Potwór zostaje zniszczony, jednak Gordonowi grozi sąd wojskowy za uszkodzenie Gotengo i narażanie życia. W ośrodku szkoleniowym Organizacji M mutanci Ozaki i Kazama mają wspólny sparing, gdzie wytyka się Ozakiemu, że jest zbyt miękki. Wkrótce Ozaki zostaje oddelegowany do ochrony doktor Miyuki Otonashi, biologa przysłanego przez ONZ, jako że w Hokkaido odkryto zmumifikowanego potwora. Tam jest wykazane, że mumia jest cyborgiem stworzonym przez kosmitów. Wykryta też zostaje w niej zasada M (jap. M塩基 M Enki; ang. M-Base) – dodatkowy gen posiadany przez mutanty. W trakcie dalszych badań profesor Jingūji, doktor Otonashi i Ozaki zostają nagle transportowani na Wyspę Infant przez Shobijin. Te mówią, że mumia należy do złego potwora Gigana, który 12 tys. lat temu stoczył walkę z Mothrą. Mówią Ozakiemu, że ma w sobie zło Gigana, jednak wciąż ma wybór i Mothra będzie jego sojusznikiem jako obrońcy Ziemi. Po chwili cała trójka wraca do laboratorium sądząc, że to była zbiorowa halucynacja, dopóki nie znajdują w rękach Ozakiego amuletu z wyspy Infant.
Tymczasem nowo wybrany sekretarz generalny ONZ Naotarō Daigo udaje się samolotem do Nowego Jorku na kolejną konferencję, lecz samolot zostaje zniszczony przez potwora imieniem Rodan, który dewastuje miasto. W sztabie Sił Obrony Ziemi dochodzą kolejne doniesienia o atakach wielkich potworów. Zilla atakuje Sydney, Anguirus Szanghaj, King Caesar Okinawę, Kamacuras Paryż, Kumonga Arizonę, a Ebirah Tōkai. W tym samym czasie pod górą Fudżi stary myśliwy Samon Taguchi chce zabić dziwnego stworka, ale powstrzymuje go jego wnuk – Kenta. Podczas gdy Siły Obrony Ziemi toczą walkę z potworami, te nagle są teleportowane przez UFO. Nad sztabem Sił Obrony Ziemi pojawia się kuliste UFO, z którego teleportowany jest sekretarz Daigo.
UFO należy do kosmitów zwących się Xilienami, którzy uratowali sekretarza Daigo. Przybywają w pokoju, czego dowodem jest eliminacja potworów i informują, że niedługo w Ziemię uderzy wędrująca planeta Gorath. Między Xilienami i Ziemianami następuje sojusz i sekretarz Daigo naciska na unię między planetami. Jednak nie wszyscy entuzjastycznie reagują na Xilienów. Ozaki i dr Otonashi są podejrzliwi wobec nowych kosmicznych przyjaciół Ziemi i utwierdza w tym ich siostra Otonashi – dziennikarka telewizyjna Anna, która zwraca uwagę na dziwne zachowanie sekretarza Daigo. Wobec tego Anna umawia się z sekretarzem na wywiad, który nagle zostaje zaatakowany przez zamachowca oskarżającego o bycie xilieńskim agentem. Próbka krwi zranionego sekretarza dowodzi, że nie jest człowiekiem. Dodatkowo Gorath wydaje się być iluzją.
W wyniku zasadzki z inicjatywy Gordona zostają zabici przywódcy Sił Obrony Ziemi, którzy są ich xilieńskimi sobowtórami. Ich zwłoki przynosi się do studia nadawczego, gdzie odbywa się debata telewizyjnej z udziałem sekretarza Daigo, przywódcy Xilienów i jego zastępcy. Po zabiciu fałszywego sekretarza Daigo próbujący się wytłumaczyć dowódca Xilienów zostaje zabity przez swego zastępcę, któremu nie podobał się pokojowy plan podbicia Ziemi. Zastępca ogłasza się nowym przywódcą Xilienów i ujawnia prawdziwe zamiary, jak i fakt, że to Xilieni wysłali potwory do atakowania świata.
Wkrótce dowódca Xilienów przejmuje kontrolę nad mutantami, którzy zwracają przeciwko ludziom. Instruktor Kumasaka daje reszcie uciec, by samemu stoczyć walkę z mutantami. Ozaki, Gordon i siostry Otonashi uciekają furgonetką prowadzoną przez majora Kumoro. Ściga ich na motocyklu Kazama, z którym walkę toczy Ozaki. Dowódca Xilienów nakazuje ożywienie Gigana, a także wypuścić z powrotem potwory, by dokonały dalszych zniszczeń. Taguchi, Kenta i nazwany przez niego stworek Minya widząc xilieńską flotę uciekają pick-upem.
Resztki Sił Zbrojnych Ziemi uciekają w doku awaryjnym Gotengo jako ostatnią broń przeciw Xilienom. Gordon jest za tym, by wypuścić Godzillę uwięzionego w Obszarze G (oryg. Area G) na Biegunie Południowym jako ostatnią nadzieję. Doktor Otonashi też jest za tym, gdyż Godzilla w przeciwieństwie do innych potworów nie ma w sobie zasady M i przez to nie będzie kontrolowany przez Xilienów. Na dalsze pytania majora Kumoro, Gordon odpowiada, że po pokonaniu Xilienów znowu uwiężą Godzillę w Obszarze G. z kolei Ozaki zastanawia się, czemu mimo posiadania zasady M jest odporny na kontrolę Xilienów.
Gotengo pod operacją „Ostatnia Wojna” (oryg. Operation: Final War) rusza ku Antarktydzie. Gigan na polecenie zostaje wysłany, aby powstrzymać Gotengo przed obudzeniem Godzilli. Godzilla zostaje uwolniony i po krótkiej walce dekapituje Gigana. Wściekły dowódca Xilienów dostaje informację od Gordona, że teraz musi się liczyć z Godzillą. Godzilla chcąc zniszczyć Gotengo za wszelką cenę i podąża nim. Załoga Gotengo zamierza to wykorzystać, by naprowadzić Godzillę ku statku-matce Xilienów. Po drodze Godzilla kolejno pokonuje Zillę w Sydney, Kumongę w Nowej Gwinei, Kamacurasa w Manazuru oraz King Caesara, Rodana i Anguirusa pod górą Fudżi. Tam Taguchi wyjaśnia Kencie, że Godzilla atakuje ludzkość, gdyż ci przez swoje niszczycielskie działania rozgniewali go. Tymczasem Minya ożywia się na widok Godzilli i nagle urasta do większych rozmiarów.
Gotengo dociera do Tokio tocząc walkę z xilieńskimi wojskami. Także dociera tam Godzilla, który zabija Hedorę i Ebiraha. Dzięki atakowi kamikaze Kazamy załoga Gotengo jest w stanie wejść na pokład statku-matki Xilienów. Dowódca Xilienów oznajmia, że potrzebne im do życia mitochondria z ludzkich komórek. Nakazuje patrzeć na ostateczną porażkę Godzilli, a zarazem koniec Ziemian. Gorath zbliża się w kierunku Tokio i wyczuwający ją Godzilla kieruje w jej kierunku swój najsilniejszy termonuklearny promień. W wyniku zderzenia Tokio zostaje zrównane z Ziemią, jednak Godzilla wciąż stoi. Z nieba opada lewitujący Monster X. Potwór ten jest zbyt silny dla Godzilli, jednak na pomoc przybywaz wyspy Infant Mothra. Wobec tego jako jej przeciwnika zostaje wysłany naprawiony i zmodyfikowany Gigan. Doktor Otonashi wyjawia, że u zabitych Xilienów wykryto zasadę M. Dowódca Xilienów potwierdza, że zasada M w ich krwi jest powszechna, a ziemscy mutanci są wynikiem krzyżowania Xilienów i Ziemian. Jako że zasada M wpływa na zdolności telepatyczne Ozaki pyta się, czemu nie był pod xilieńską kontrolą. Otóż przy połączeniu zasady M i ludzkiego DNA raz na milion lat powstaje potężna istota zwana Kaiser (jap. カイザー Kaizā), zaś Ozaki i dowódca Xilienów są Kaiserami.
Ozaki początkowo ulega mocy Kaisera, jednak doktor Otonashi przykłada do niego amulet z wyspy Infant, dzięki czemu wciąż opiera się Xilienom. Ziemianie toczą z Xilienami walkę. Do bitwy dołączają się prawdziwi sekretarz Daigo, komendant Nakimawa i generał major Kunikida. W tym samym czasie Mothra i Gigan giną w wzajemnej walce, a Godzilla jest w stanie zwyciężyć z Monster X-em. Ziemianie uciekają na Gotengo, a Ozaki w końcu pokonuje dowódcę Xilienów. Jednak statek-matka został ustawiony na autodestrukcję. gdy wydaje się, że po zniszczeniu Xilieniów Ziemia jest bezpieczna, Monster X przeistacza się znacznie silniejszą istotę – Keizer Ghidorę, który nie daje najmniejszych szans Godzilli. Gdy wydaje się, że Godzilla poniesie śmierć po wyssaniu całej energii przez Keizer Ghidorę, Ozaki decyduje się mu przekazać swoją całą energię Kaisera. Silniejszy w ten sposób Godzilla zabija Keizer Ghidorę wieńcząc tym wygraną Ziemi. Ale Godzilla chce zniszczyć Gotengo i zabić jej załogę. Nagle pojawia się Minya, który odwodzi go od tych zamiarów. Godzilla odchodzi w stronę morza wraz z Minyą, tym samym wybaczając ludzkości.

## Obsada
- Masahiro Matsuoka – chor. Shinichi Ozaki
- Rei Kikukawa – dr Miyuki Otonashi
- Don Frye – kpt. Douglas Gordon
- Kazuki Kitamura – nowy dowódca Xilienów
- Jun Kunimura – mjr Kumoro
- Maki Mizuno – Anna Otonashi
- Kane Kosugi – por. Katsunori Kazama
- Masakatsu Funaki – instr. Kumasaka
- Shigeru Izumiya – Samon Taguchi
- Kenta Suga – Kenta Taguchi
- Akira Takarada –
  - sekretarz generalny ONZ Naotarō Daigo,
  - xilieński sobowtór sekretarza Daigo
- Kumi Mizuno – 
  - kmdt Akiko Namikawa,
  - xilieńska sobowtórka kmdt Namikawy
- Wataru Shihōdō –
  - gen. mjr Kunikida,
  - xilieński sobowtór gen. mjr-a Kunikidy
- Masatō Ibu – stary dowódca Xilienów
- Masami Nagasawa – Shobijin #1
- Chihiro Otsuka – Shobijin #2
- Kenji Sahara – prof. Hachirō Jingūji
- Gary Goodridge – Nick
- Kenta Miyake – Nick (głos, japońska wersja)
- Ray Sefo – Glenn
- Masanobu Kariya – Glenn (głos, japońska wersja)
- Shirō Sano – zamachowiec
- Kō Takasugi – dowódca Karyu płk. Li Xiang
- Shelley Sweeney – dowódczyni Eclair
- Hideo Sakaki – członek załogi Eclair
- Akira Nakao – dowódca pierwszego Gotengo
- Kōichi Ueda – członek załogi pierwszego Gotengo
- Michael Tomioka – on sam
- Yoshihiko Ōtsuki – on sam
- Ryūhei Kitamura – dziennikarz radiowy
- Kenji Kohashi – on sam
- Shōsuke Tanihara – tokijski kochanek
- Tamao Satō – tokijska kochanka
- Mick Preston – nowojorski policjant
- Darren Dupree Washington – nowojorski gangsta
- Michael-Anthony Taylor – nowojorski pijak
- Michael Croaker – punk Ritchie
- Brad McMurray – brat Ritchiego
- Joe Fenech – facet z Arizony
- Jordan Fleming – chłopiec z Vancouver
- Kōichi Yamadera – Narrator (głos)
- Tsutomu Kitagawa – Godzilla
- Kazuhiro Yoshida – 
  - Gigan,
  - Hedorah
- Toshihiro Ogura –
  - Keizer Ghidorah,
  - Anguirus,
  - Ebirah
- Motokuni Nakagawa – 
  - Monster X,
  - King Caesar
- Naoko Kamio – 
  - Minilla,
  - Rodan

## Produkcja

### Preprodukcja
Podczas premiery Godzilla: S.O.S. dla Tokio Tōhō ogłosiło nowy film jako celebrację 50-lecia Godzilli. Producent serii, Shōgo Tomiyama zaprzeczył też plotkom mówiącym, że będzie stanowić kontynuację poprzedniego filmu. Film miał być ostatnim filmem z serii Millenium, a także ostatnim z udziałem Godzilli na jakiś czas. Prace rozpoczęto już w 2003 roku i był pomyślany jako najlepszy film z serii i jej najbardziej widowiskowe zwieńczenie. Pierwotny scenariusz autorstwa producenta serii Wataru Mimury opowiadał o inwazji kosmitów wysyłających osiem potworów na Ziemię, zaś Godzilla miał być Godzillą Juniorem z filmu Godzilla kontra Destruktor uwięzionym w lodowcu w latach 90., zaś uwolnionym w 2032 roku, by pokonać potwory i kosmitów. Akcja miała dziać się w 2030 roku, stąd część konceptów w gotowym filmie ma futurystyczny wygląd. Mimura wiedząc, że film ma być na ten moment ostatnim z serii, wizualizował go jako „imprezowy film” ze znajomymi kaijū.
Tomiyama zaproponował reżyserię Ryūhei Kitamurze, który dopiero co nakręcił dla Tōhō Azumi. Kitamura czując się uhonorowany zaakceptował propozycję reżyserii filmu. Jednym z powodów podjęciem funkcji reżysera był  brak satysfakcji ostatnimi filmami o Godzilli. „Uwielbiam filmy o Godzilli z lat 70., ale niezbyt te stworzone w latach 80. i 90. Filmy o Godzilli w latach 70. nie były jedynie monster movies, zawsze zawierały przesłanie i motywy związane ze ówczesnym światem, gdy były robione i były powiązane zgrabnie z czystą rozrywką. Stracono to w latach 80.” – stwierdził dla Madman Entertainment. „Sądzę, że Toho rozumiało moje położenie. Widownia filmów i Godzillą malała z każdym rokiem. Zeszłoroczne Godzilla: S.O.S. dla Tokio było najgorsze. (...) Spotkaliśmy się [z Shogo Tomiyamą] na pierwszym posiedzenieniu i wyraziłem swoje myśli. Byłem bardzo szczerzy i powiedziałem mu co myślę o filmach z Godzillą. Nie byłem w kinie przez dziesięć lat. Widziałem ostatnie filmy o Godzilli w telewizji i nie spodobały mi się. Trzy lub cztery ostatnie filmy o Godzilli były puszczane w kinach z animacjami dla dzieci. Kto by chciał pójść na film o Godzilli, jeśli pokazywany w towarzystwie małej kreskówkowej myszki? Wyglądało to jakby studio robiło Godzillę wyłącznie dla dzieci i jej zagorzałych fanów, a nie dla szerokiej publiczności” – stwierdził w wywiadzie dla PennyBlood.com.
Kitamura porównał Godzillę: Ostatnią wojnę do albumu muzycznego w stylu Best of, twierdząc – „Wzięliśmy garściami najlepsze elementy z przeszłości i połączyliśmy je w nową jakość. To jest to co kocham w Godzilli i coś, czego nie kocham w ostatnim filmach z Godzillą”.
Kitamura i zatrudniony przez niego scenarzysta Isao Kiriyamą zmodyfikowali oryginalny scenariusz, chcąc zbliżyć do hollywoodzkich standardów, a także rozszerzyć skalę na cały świat. Scenariusz nie został specjalnie zmieniony, jedynie usunięto wątek Godzilli Juniora jako Godzillę i sprecyzowany czas akcji, a także zmieniono charakter niektórych postaci. Kitamura uznał, że potworów jest za mało jak na świętowanie 50-lecie Godzilli i zamierzał przebić rekord Zniszczyć wszystkie potwory, w którym wystąpiło jedenaście potworów.
Potwory jakie wystąpić w filmie oprócz Godzilli to były: Mothra, Rodan, Anguirus, Gigan, Król Ghidora, Manda, Kumonga, Kamacuras, Minya, King Caesar, Ebirah, Hedora i Gorozaur. Król Ghidora został zastąpiony nową kreacją – Monster X-em / Keizer Ghidorą, zaś miejsce Gorozaura zajął amerykański Godzilla z filmu 1998 roku, gdy ten stał się własnością Tōhō i został przechrzczony jako Zilla. Twórca potwora Patrick Tatopoulos, mimo pejoratywnego stosunku Zilli w filmie, czuł zaszczyt, że jego kreacja została uwzględniona w japońskim filmie o Godzilli. Także Ryūhei Kitamura przyznał, że lubi film 1998 roku. Hedora miał mieć większą rolę, jednak z powodu ograniczonego budżetu wystąpił na kilkadziesiąt sekund.

### Casting
Do roli postaci kapitana Gordona rozważano zatrudnić Jeana Reno, a potem Christophera Lamberta, ostatecznie do roli zatrudniono cieszącego się w Japonii statusem gwiazdy zawodnika sportów walk Dona Frye’a. Oprócz niego w filmie wystąpili inni zawodowi zapaśnicy.
Do głównej roli Ozakiego zatrudniono Masahiro Matsuokę, popularnego wśród nastolatków perkusistę z zespołu muzycznego Tokio, by wypromować film wśród młodzieży. Następnie zatrudniono Rei Kikukawę. Kitamura i Tomiyama uznali za konieczność zatrudnienie klasycznych aktorów z filmów o Godzilli, w szczególności Akirę Takaradę. Takarada, Kumi Mizuno i Kenji Sahara dostali role z myślą napisane o nich. Kane Kosugi osobiście przyszedł na casting jako fan twórczości Kitamury.
Castingi do nie-japońskich aktorów organizowano w Sydney i Japonii.
Do roli Godzilli znowu zatrudniony został Tsutomu Kitagawa, który oprócz tego odpowiadał za choreografię walk potworów. W role Shobijin wcieliły się te same aktorki co w Godzilla: S.O.S. dla Tokio, a jako że fabuły filmów były od siebie niezależne, zmieniono postaciom wygląd.

### Zdjęcia
Zdjęcia nakręcono od maja do sierpnia 2004 roku. Oprócz Tokio kręcono również w Nowym Jorku, Paryżu, Szanghaju, Vancouver oraz Sydney. Część scen w Nowym Jorku i sekwencję w Arizonie nakręcono w Australii.
Wykorzystano ostatni raz basen, używany do scen wodnych we wszystkich filmach Tōhō związanych z efektami specjalnymi od Storm Over the Pacific (1960), dla którego został skonstruowany. Po nakręceniu zdjęć do filmu 7 września 2004 roku basen został zburzony 13 października tego samego roku. Decyzja ta była motywowana rozwojem technik efektów specjalnych, szczególnie tych komputerowych, a także daleko idącą restrukturyzacją studia. Przez wielu było to uznawane za koniec pewnej epoki.
Shōgo Tomiyama zdecydował się wydłużenie czasu produkcji, zazwyczaj zatwierdzanego przez Toho dla filmów z Godzillą, w rezultacie Godzilla: Ostatnia wojna nie miał sneak preview na Tokyo International Film Festival, gdzie wszystkie filmy z Godzillą od filmu Godzilla kontra Król Ghidorah miały tam pokaz na miesiąc przed główną premierą.

### Efekty specjalne
Jak poprzednie filmy z Godzillą, Godzilla: Ostatnia wojna stosowała głównie efekty praktyczne niż CGI. Za efekty specjalne odpowiadał Eiichi Asada, który odpowiadał za efekty specjalne do Godzilla: S.O.S. dla Tokio. Podczas światowej premiery w Hollywood Kitamura stwierdził – „Jesteśmy związani z tego typu efektami specjalnymi. To robiliśmy przez 50 lat. I dlatego Hollywood tego nie robi. Więc na pierwszym posiedzeniu, powiedziałem, że trzymamy się praktycznych efektów specjalnych zamiast CGI. I dlatego znalazł się wygenerowany cyfrowo hollywoodzki Godzilla naprzeciw naszych zrobionym ludzką ręką potworom na planie”.
Za wizerunek potworów odpowiadał wieloletni twórca kostiumów do filmów typu kaijū, Shinichi Wakasa. Jedynie wizerunki Gigana i Monster X-a stworzył kto inny; tego pierwszego zaprojektował Yasushi Nirasawa, zaś drugiego ilustrator Katsuya Terada, znany projektów do gier The Legend of Zelda.
Za kostiumy i modelunek wszystkich potworów odpowiadał Shinichi Wakasa i jego firma Monster Inc., a także firmy Cinq Art i Star Train, by zrobić na czas wszystkie kostiumy potworów. Stworzony przez zespół Wakasy kostium Godzilli w zamierzeniu kompilował dotychczasowe kostiumy potwora. Zmniejszono wagę kostiumu ze 100 do 30 kg na życzenie Kitamury wyobrażającego Godzillę jako szybko walczącego i odgrywającego jego rolę Tsutomu Kitagawy, który chciał uniknąć ciężarów spowodowanych poprzednimi kostiumami. Gotowy kostium Godzilli stworzono bez ogona. Wykorzystano ogon Godzilli z Godzilla kontra Mechagodzilla i Godzilla: S.O.S. dla Tokio.

### Muzyka
Ryūhei Kitamura jako fan Emerson, Lake and Palmer i rocka progresywnego zatrudnił Keitha Emersona do skomponowania ścieżki muzycznej do filmu. Emerson miał dwa tygodnie na napisanie muzyki i napisał więcej utworów niż to co zostało umieszczone w filmie. Stali kompozytorzy Kitamury – Nobuhiko Morino i Daisuke Yano stworzyli dodatkową muzykę do ścieżki muzycznej, mimo to Emerson z nimi nie współpracował. Film zawiera piosenkę We’re All to Blame Sum 41 podczas pojedynku Godzilli z Zillą.
W 2010 roku Toho Music wydało ścieżkę muzyczną Godzilla Final Wars jako część 50th Anniversary Godzilla Soundtrack Perfect Collection Box Set. Ta wersja zawiera demo i odrzucone utwory Keitha Emersona, jak i kompletne kompozycje Daisuke Yano i Nobuhiko Morino.

## Premiera
Toho zdecydowało się, by z powodu 50-lecia Godzilli premiera nie odbywała tradycyjnie w Japonii. Oficjalna premiera Godzilli: Ostatniej wojny odbyła 29 listopada 2004 roku w Los Angeles w Stanach Zjednoczonych. Premiera zbiegła się z uroczystością otrzymania przez Godzillę własnej gwiazdy na Hollywoodzkiej Alei Gwiazd. Ceremonia odsłonięcia gwiazd odbyła się przy Grauman’s Chinese Theatre z udziałem twórców i aktorów filmu oraz Tsutomu Kitwagawą będącym przebranym w kostium Godzilli. Tego samego dnia była amerykańska premiera. Oficjalna premiera w Japonii miała miejsce 4 grudnia 2004 roku.
13 grudnia 2005 roku film wydano w Stanach Zjednoczonych na rynek domowy.
Film w Polsce został wydany na DVD 23 marca 2006 roku.

## Odbiór filmu

### Box office
Tōhō miało nadzieję, że Godzilla: Ostatnia wojna będzie w Japonii kasowym hitem. Jednak podczas otwierającego weekendu zajął dopiero trzecie miejsce. Podczas sezonu świątecznego przegrał z Ruchomym zamkiem Hauru i Iniemamocnymi, które zyskały dodatkowo dzięki targetowaniu w rodziny. Ostatecznie film okazał się gigantyczną klapą finansową. Zarobił 1,26 mld jenów przy sprzedanych 1 milionach biletów. Był to nie tylko najmniej dochodowy film z serii Millenium, a także najmniej dochodowy film o Godzilli od Powrotu Mechagodzilli, także trzeci najmniej dochodowy z serii.

### Krytyka
Film otrzymał mieszane recenzje. Serwis Rotten Tomatoes przyznał mu wynik 40%.
Część krytyków zachwalała film za dobrą rozrywkę, świadomość materiału czy jako satysfakcjonący dla fanów kaijū.
Z kolei inni krytycy ocenili film negatywnie i zarzucali głównie kiepskie odniesienia do innych filmów jak Matrix, X-Men czy Dzień Niepodległości, słaby scenariusz i zbytnie skupienie się na wątku ludzkim.
Pracujący przy filmie Yoshikazu Ishii stwierdził, że scenariusz był niedopracowany i zbyt zmieniono charakter Godzilli. Tłumaczył klęskę finansową w Japonii wyraźnym problemem dotarcia do targetu: „Marketing targetował do młodych ludzi. Lecz jak pytałem się moich młodszych przyjaciół, żaden z nich nie chciał obejrzeć Ostatniej wojny. (...) Starsze pokolenie lubiące Godzilli widziało to jako film dla młodszego pokolenia i zdecydowało się nie oglądać filmu.”
Reżyser filmu Godzilla kontra Hedora, Yoshimitsu Banno wyraził niezadowolenie z filmu, nie tylko z powodu krótkiego występu Hedory, a także uważał, że scenariusz był niezbyt dobrze napisany.
Historyk filmowy Ed Godziszewski stwierdził w wywiadzie dla Toho Kingdom, że Ryūhei Kitamura był jedynym reżyserem z japońskiej serii, który nie oddał szacunku Godzilli, gdyż zamiast celebracji godnej 50-lecia gatunku stworzono dogadzający sobie film „akcji” udający Matrixa, gdzie niechętnie ukazuje wielkie potwory. „Bitwy potworów ustawiono jak najszybciej i najmniej dramatyczniej jak się da. Widowni poczuła się wielokrotnie oszukana z powodu dziur fabularnych czy nie pokazywania tego, do czego przyszła naprawdę (tj. potworów). [Ryūhei Kitamura] Zdecydował się traktować Godzillę jako wielki niepoważny żart. (...) I w tworzeniu tego fiaska, udało mu się zrobić, czego nikt nie był w stanie, czyli uśmiercić Godzillę (przynajmniej w box office’ie)”.

## Odniesienia w kulturze popularnej
- W odcinku Miasteczka South Park pt. Whale Whores Stan próbując powstrzymać Japończyków przed zabijaniem wielorybów m.in. ustawia rzeźbę Godzilli z Godzilli: Ostatniej wojny[61].
- Amerykański muzyk hip hopowy Ntrospek będąc członkiem grupy hip hopowej Monsta Island Czars nosił pseudonim Monsta X[62].